# Jameson Adams
Pour les articles homonymes, voir Adams.
Jameson Boyd Adams (6 mars 1880, Rippingale, Lincolnshire — 30 avril 1962) est un explorateur britannique de l'Antarctique.

## Biographie

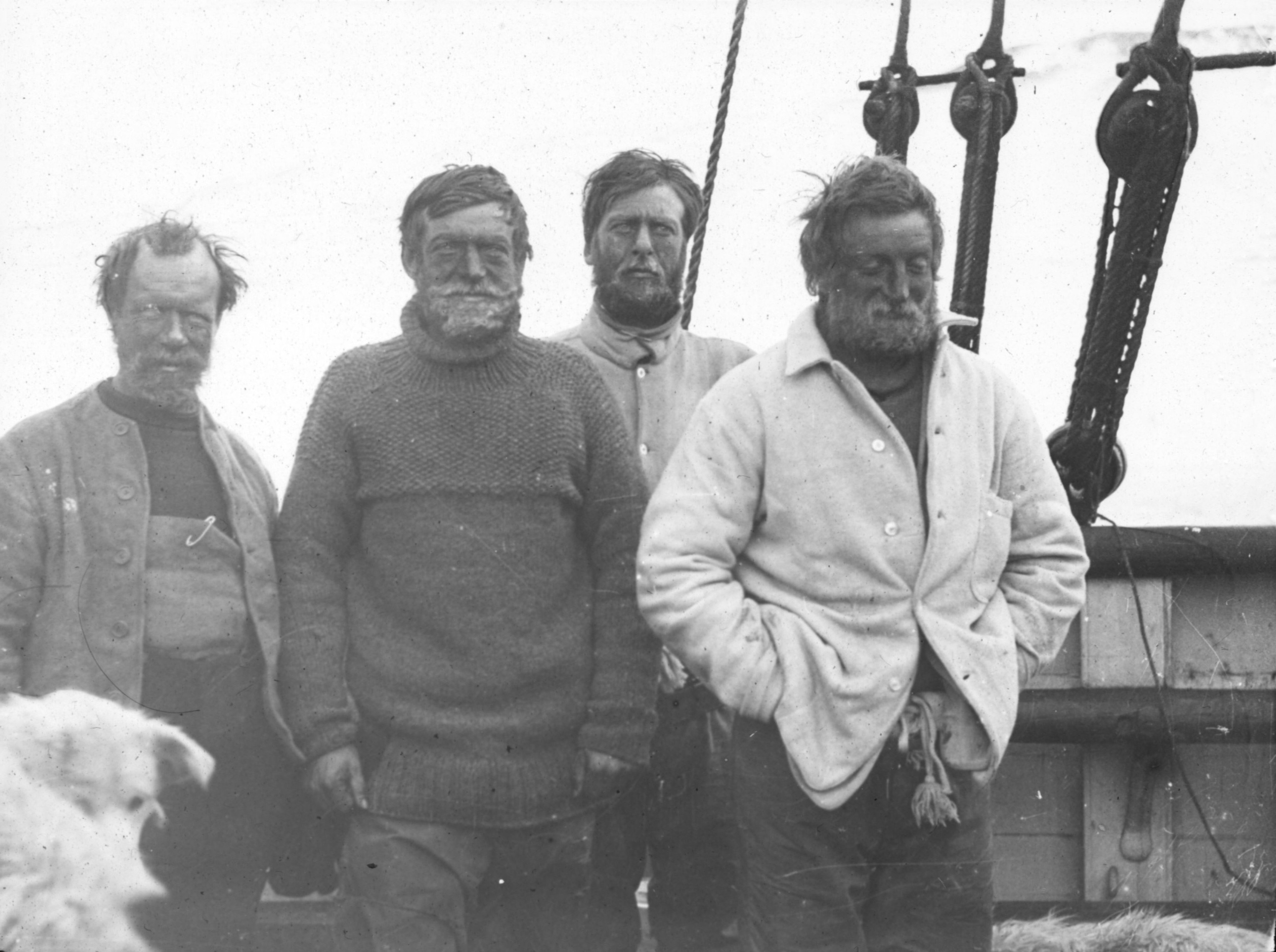
L'équipe du pôle Sud lors de l'expédition Nimrod
De gauche à droite : Frank Wild, Ernest Shackleton, Eric Marshall et Jameson Adams.

Entré dans la marine marchande en 1893, il est lieutenant dans la Royal Naval Reserve pendant trois ans. Célibataire, il part à vingt-sept ans comme commandant en second et météorologue sur l'expédition Nimrod (1907–1909) dirigée par Ernest Shackleton.
Il fait partie de l'équipe de quatre personnes qui a atteint un « Farthest South » à moins de 180 km du pôle Sud.